# Colurella salina
Colurella salina är en hjuldjursart som beskrevs av Althaus 1957. Colurella salina ingår i släktet Colurella och familjen Lepadellidae. Inga underarter finns listade i Catalogue of Life.